# Йозеф Венцель
Йозеф Венцель Максимиллиан Мария фон унд цу Лихтенштейн, граф Ритберг (нем. Joseph Wenzel Maximilian Maria von und zu Liechtenstein, Gräf zu Rietberg; род. 24 мая 1995) ― старший ребенок Алоиза, регента и наследного князя Лихтенштейна, и его жены принцессы Софии Баварской, герцогини в Баварии.

## Биография
Является старшим внуком нынешнего правящего князя Лихтенштейна, Ханса-Адама II. Занимает вторую, после своего отца, позицию в линии наследования трона Лихтенштейна, и третью позицию в якобитской линии претендентов на престолы Англии, Шотландии, Ирландии и Франции через свою мать. Первый наследник якобитов, который родился на Британских островах с 1688 года. В случае его восшествия на престол Лихтенштейна и смерти своей матери он станет первым наследником якобитов со времён потери династией британской короны, который будет главой другого государства.
У принца есть два младших брата и сестра: принцесса Мари-Каролин (род. 1996), принц Георг (род. 1999) и принц Николаус (род. 2000).
Йозеф Венцель получил свое имя в честь своего предка Йозефа Венцеля, князя Лихтенштейна с 1712 по 1718 и с 1748 по 1772 годы. Также носит имя Максимилиан в честь своего деда по материнской линии, принца Макса, герцога Баварии, и его дяди и крестного отца, принца Максимилиана цу Лихтенштейна. В соответствии с обычаем некоторых католических династий Европы, к которым принадлежат и его родители, ему было дано имя Мария в честь Девы Марии.
В 2013 году проходил среднеобразовательную программу в Англии в Малверн-колледж, где затем к нему присоединилась его сестра Мари-Каролин. После окончания учёбы в колледже в мае 2014 года, Йозеф Венцель, как сообщается, взял годовой перерыв в учёбе и решил посвятить себя путешествиям и работе в Соединенных Штатах и Южной Америке.

## Династические связи

### Княжеский дом Лихтенштейна
С рождения Йозеф Венцель носит титулы «князь Лихтенштейна» и «граф Ритберг». Является вторым в очереди на трон Лихтенштейна: впереди него стоит только его отец, который является регентом княжества с 15 августа 2004 года.
Однако вместе с этим его дед, князь Ханс-Адам формально на сей день остаётся владетельным князем Лихтенштейна (или главой государства Лихтенштейн) и главой княжеского дома Лихтенштейна. Когда князь Алоиз станет государем, Йозеф Венцель станет наследным принцем, или, иначе, непосредственным наследником трона Лихтенштейна.

### Королевский дом Стюартов
Йозеф Венцель является третьим в очереди порядка наследования британской короны у якобитов. Его дядя Франц, герцог Баварии, является на данный момент вероятным претендентом на британский трон со стороны якобитов, хотя он и не заявлял на него каких-либо претензий, равно как и кто-либо из его предков по якобитской линии начиная с XVIII века.
Франц находится в пожилом возрасте и у него нет детей. Соответственно, после его смерти его положение якобитского претендента, вероятно, перейдёт к его младшему брату, принцу Максу, а после него ― к старшей дочери Макса, Софии, матери Йозефа Венцеля. Таким образом, в своё время он может стать якобитским претендентом.
Родившись в Лондоне, Йозеф Венцель стал первым потенциальным наследником якобитов, который родился в Великобритании после Джеймса Фрэнсиса Эдуарда Стюарта в 1688 году. Также, исключая непредвиденные обстоятельства, как князь Лихтенштейна он со временем станет первым главой не-британского государства со времён Франческо V д’Эсте.